# Mark 26 (核爆弾)
Mark 26はアメリカ合衆国が開発していた核爆弾。1954年からロスアラモス国立研究所で開発されていたが、1956年に開発中止となった。
Mark 21と類似した設計の熱核弾頭であり、実験兵器TX-26として開発されていた。サイズは直径56.2インチ、長さ150インチで重量は15,000-17,700ポンド。